# Jason Everman
Jason Everman (* 16. října 1967, Kodiak, Aljaška, USA) je americký voják a hudebník, který hrál s kapelami Nirvana a Mind Funk (jako kytarista); a se Soundgarden a O.L.D. jako baskytarista.
V únoru 1989 začal hrát s Nirvanou jako doprovodný hráč na kytaru. Je zaznamenaný jako druhý kytarista na albu Bleach (na jejím obalu je i zobrazen), ve skutečnosti na něm však nehrál. Jeho členství v kapele bylo do velké míry založeno na jeho finančním příspěvku 606,17 dolarů, který kapele daroval, aby mohla album nahrát.
Poté z Nirvany odešel a vstoupil do Soundgarden. Když opustil i ji, tak se stal vojákem americké armády. Letmo se objevil v dokumentu pojednávající o frontmanovi britské kapely Motörhead Lemmy (2010).